# Tesserarius
Der Tesserarius (von lat. tessera Tontafel) war ein Rang in einer römischen Legion. Der Tesserarius war der Leiter der Wachstube der Centurie und somit einer der Assistenten des Centurio.

## Funktion
Der Tesserarius war verantwortlich für alle Stärkemeldungen und die Wachberichte seiner Einheit, die dann an den Legaten oder jeweils höher Gestellten in der Legion gingen. Im Wachdienst war der Tesserarius für die Ausgabe der Parole und die Organisation der Wache zuständig. Er bekam anderthalbmal soviel Sold ausbezahlt wie der gemeine Legionär (miles gregarius).  Zusammen mit dem Cornicularius, dem Aquilifer, dem Signifer  und dem Beneficarius gehörte er zu den wichtigsten Mitarbeitern des Centurios.